# 南部航空
南部航空（烏克蘭語：Південні авіалінії）是一間位於烏克蘭的航空公司，航空公司的基地在烏克蘭敖德薩，是一間提供包機服務的航空公司。

## 歷史
南部航空在1999年在烏克蘭敖德薩註冊，在2000年正式提供服務，當時提供定期航班和包機服務。服務初期，南部航空擁有六種飛機：安托諾夫 安-24、安托諾夫 安-30、安托諾夫 安-140、雅科 雅克-40、Let L-410及圖波列夫 圖-134。
在2013年2月14日，南部航空宣布開始只提供包機服務，並主要服務敖德薩的貴賓客。

## 機隊
在2013年2月14日，南部航空報告航空公司只有四架飛機（不包括2013年2月13日空難墜毀的飛機安-24）：安托諾夫 安-24RV、	巴西航空工業 EMB-500、薩博340B及雅科 雅克-40。

## 事故及意外
- 2013年2月13日，發生了烏克蘭南部航空8971號班機空難，南部航空的一架安-24（飛機註冊編號：UR-WRA）在頓內次克迫降時墜毀。[3][4][5][6]